# Eremolirion laetum
Eremolirion laetum (Phil.) Nic.García – gatunek roślin z monotypowego rodzaju Eremolirion Nic.García z rodziny amarylkowatych, występujący endemicznie w oazach i na pagórkach przybrzeżnej pustyni mgielnej północnego Chile, między regionami Anfogasta i Atacama. 
Nazwa naukowa rodzaju pochodzi od greckich słów ερημος (eremos – pustynia) i λίριον (lirion – lilia), odnosząc się do siedlisk tej rośliny. Epitet gatunkowy po łacinie oznacza jasny, żywy (o kolorze). 

## Morfologia
PokrójWieloletnie rośliny zielne, osiągające zwykle ponad 10 cm wysokości.
PędJajowata cebula.
LiścieTaśmowate, o długości 30–60 cm i szerokości 5–9 mm, sezonowe, obecne w czasie kwitnienia, płaskie, o zaokrąglonych brzegach i zwężonym wierzchołku.
KwiatyZebrane od 2 do 5 w baldachowaty kwiatostan, wyrastający na pustym w środku głąbiku, o wysokości 10–30 cm. Kwiatostan wsparty jest dwiema wolnymi, lancetowatymi, błoniastymi podsadkami, o długości ok. 2,5–6 cm i szerokości 4–10 mm. Kwiaty wsparte są lancetowatymi przysadkami, są lekko grzbieciste, zwisające, wyrastają na szypułkach o długości 1–5 cm. Okwiat lejkowaty, ciemnoróżowy, z białymi, wzdłużnymi paskami, u nasady jaśniejszy. Listki okwiatu odwrotnielancetowate, o długości 4–7 cm i szerokości 8–15 mm, zrośnięte u nasady na długości 1 cm w rurkę, powyżej rozwarte. Pręciki o nitkowatych nitkach, położone w ścisłej wiązce, prosto wznoszące się, różnej długości, lekko zakrzywione wierzchołkowo. Szyjka słupka nitkowata, lekko opadająca, rosnąca ukośnie i zakrzywiona wierzchołkowo. Znamię słupka główkowate.
OwoceWklęsłe, kulisto-trójgraniaste torebki zawierają czarne, lśniące, spłaszczone, półeliptyczne nasiona z błoniastymi krawędziami.

## Systematyka
Pozycja systematyczna
Gatunek z monotypowego rodzaju Eremolirion z podplemienia Traubiinae, z plemienia Hippeastreae, podrodziny amarylkowych Amaryllidoideae z rodziny amarylkowatych Amaryllidaceae. Wyodrębniony z rodzaju Rhodophiala w 2019 r.
Synonimy nomenklatoryczne
- Rhodophiala laeta Phil., Fl. Atacam.: 51 (1860) (bazonim)
- Amaryllis atacamensis Traub & Uphof, Herbertia 6: 151 (1939 publ. 1940)
- Rhodolirium laetum (Phil.) Ravenna, Bot. Australis 2: 11 (2003)

Synonimy taksonomiczne
- Habranthus pratensis var. quadriflorus Herb., Bot. Mag. 68: t. 3961 (1842)
- Rhodophiala uniflora Phil., Fl. Atacam.: 51 (1860)
- Hippeastrum uniflorum (Phil.) Baker, J. Bot. 16: 83 (1878)
- Amaryllis uniflora (Phil.) Traub & Uphof, Herbertia 5: 123 (1938)